# التحالف الإسلامي لدعم مصر
التحالف الإسلامي لدعم مصر كان تحالفًا للمنشقين الإسلاميين من الإخوان المسلمين والجماعة الإسلامية كان سيخوض الانتخابات البرلمانية المصرية عام 2015. الجماعات الإسلامية المختلفة لديها وجهات نظر مختلفة حول المشاركة في انتخابات عام 2015.

## المجموعات المنتسبة سابقًا
- الجبهة الحرة للجماعة الإسلامية
- إصلاح الجماعة الإسلامية
- ثورة الجماعة الإسلامية
- معارضو الإخوان
- إخوان بلا عنف[3]